# Xikmat Xoshimov
Xikmatjon Xusanovich Xoshimov (ur. 12 listopada 1979) – uzbecki piłkarz grający na pozycji pomocnika.

## Kariera klubowa
W 2001 roku zadebiutował w jego barwach w pierwszej lidze uzbeckiej. Jeszcze w tym samym roku odszedł do So'g'diyony Dżyzak. W latach 2003–2004 grał w Metallurgu Bekobod, a w latach 2005-2006 w Lokomotivie Taszkent. W 2007 roku przeszedł do Nasafu Karszy, a w 2010 roku wrócił do Metallurga Bekobod.

## Kariera reprezentacyjna
W reprezentacji Uzbekistanu Hashimov zadebiutował w 2007 roku. W tym samym roku został powołany przez selekcjonera Raufa Inileyeva do kadry na Puchar Azji 2007. Rozegrał tam jedno spotkanie, z Iranem (1:2).